# Memoria de averías
La memoria de fallos o de averías es la parte de una centralita electrónica de un vehículo moderno que constituye la interfaz necesaria para la diagnosis off board. En ella quedan registrados de manera no volátil los errores o defectos técnicos que van apareciendo en el vehículo.

## Funcionamiento
Las centralitas realizan constantemente una serie de comprobaciones para asegurar su correcto funcionamiento. Así, una centralita puede chequear si los valores de medición que está recibiendo (por ejemplo, de temperatura o presión) son realistas, o comprobar si existen fallos de comunicación con un sensor asociado (p.ej. un cortocircuito a masa o a positivo).
Los errores identificados se almacenan de forma permanente, por lo general en una memoria EEPROM. Cada centralita electrónica guarda sus propios errores en su memoria de averías. Estos se dividen en estáticos y esporádicos. Los esporádicos se borran automáticamente en caso de que no vuelvan a reproducirse durante un periodo determinado, normalmente medido en ciclos de arranque/parada del motor. Por este motivo, cada entrada de una memoria de averías suele llevar asociado un contador de ciclos de arranque.
En los talleres, las memorias de averías se leen con la ayuda de un tester de diagnosis, un sistema de diagnosis o un datalogger. Según el caso, se puede leer cada memoria de averías de forma individual o todas de forma simultánea. Una vez solucionada la incidencia, la avería se borra mediante un comando de diagnosis.